# Eucera algira
Eucera algira là một loài Hymenoptera trong họ Apidae. Loài này được Brullé mô tả khoa học năm 1840.